# Joachim Weckmann

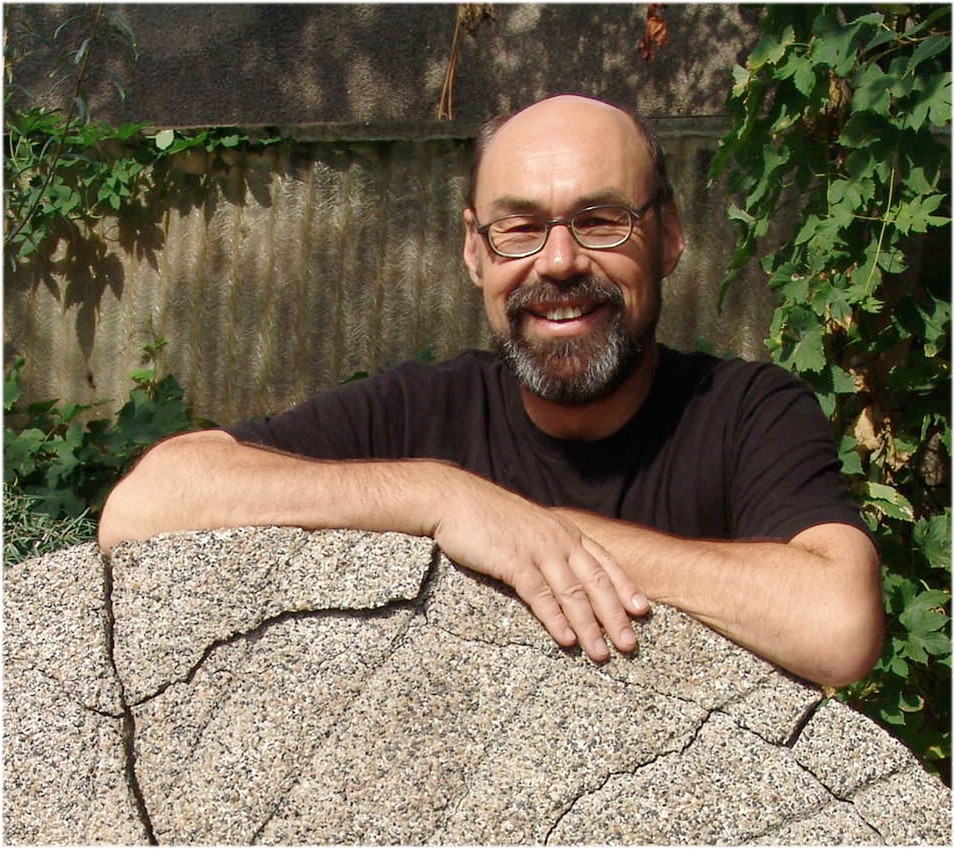
Joachim Weckmann

Joachim Weckmann (* 4. Oktober 1953 in Plettenberg) ist ein deutscher Unternehmer und ehemaliger Geschäftsführer einer Ökobäckerei in Berlin-Neukölln.

## Leben
Weckmann ist in Plettenberg in einer Mühle aufgewachsen. Nach Abschluss seines Studiums der Betriebswirtschaftslehre im Jahr 1975 zog er nach West-Berlin und begann mit seinem Freundeskreis, dort den Handel mit Bio-Lebensmittel zu etablieren. 1976 stellte er nach eigenen Angaben Gemüsefrikadellen und Früchtebrötchen her. 1978 war er Mitgründer der ersten Bio-Bäckerei in Berlin. 1981 übernahm Weckmann die 1930 gegründete Traditionsbäckerei „Märkisches Landbrot“ und wandelte sie in eine Bio-Bäckerei um. 1991 wurde die Traditionsbäckerei in eine GmbH umgewandelt und firmierte nun unter „Märkisches Landbrot GmbH“.
Die Demeter-Brotbäckerei  „Märkisches Landbrot“ war zur Expo 2000 offizielles Projekt der Stadt Berlin. 2003 wurde Joachim Weckmann für seine Verdienste als Pionier in der Bio-Verarbeiterbranche mit dem Bundesverdienstkreuz am Bande geehrt. 2007 erhielt Joachim Weckmann den Innovationspreis der Bio-Lebensmittel-Verarbeitung für seine Arbeit. Joachim Weckmann ist einer der Initiatoren der Initiative Bio-Brotbox, die 2007 als Projekt der Weltdekade für Bildung für nachhaltige Entwicklung der UNO und 2012 als Ausgewählter Ort im Land der Ideen ausgezeichnet wurde. 
2021 gründete Weckmann die „Stiftung Märkisches Landbrot“ in Berlin und brachte den Bäckereibetrieb der Märkischen Landbrot GmbH in die gemeinnützige Stiftung ein.
Im September 2022 schied er aus der Geschäftsführung der „Märkisches Landbrot GmbH“ aus.